# كريل مشرقي
كريل مشرقي (الاسم العلمي: Thysanopoda orientalis) هو نوع من المفصليات يتبع جنس كريل مهدب القدم من الفصيلة الكريلية.